# (464297) 2016 AV95
(464297) 2016 AV95 es un asteroide perteneciente al cinturón de asteroides, descubierto el 2 de marzo de 2006 por el equipo Spacewatch desde el Observatorio Nacional de Kitt Peak (Arizona, Estados Unidos).